# 欧洲角树
欧洲角树（学名：Carpinus betulus）是桦树桦木科的一种，原产于西亚和中欧、东欧和南欧，包括英格兰南部。它需要温暖的气候才能良好地生长，并且只生长在海拔高达一千米的地方。它生长在与橡树的混合林中，或在山毛榉的某些地区。

## 描述
欧洲角树是一种落叶的中小型乔木，高度为 15-25 米，很少有 30 米，并且通常具有带凹槽和弯曲的树干。 树皮光滑，呈灰绿色。 与山毛榉的芽不同，欧洲角树的芽最长为 10 毫米，并紧贴树枝。 叶互生，长 4-9 厘米，叶脉突出，具有独特的波纹纹理和锯齿状边缘。 它是雌雄同株的，在初夏落叶后出现风媒的雄花和雌花。果实为 7-8 毫米长的小坚果，部分被 3-4 厘米长的三尖叶总苞包围。 欧洲角树通常在秋天成熟。

## 化石记录
从波兰西喀尔巴阡山脉新萨茨盆地中的中新世淡水矿床的钻孔样品中提取了三种欧洲角树的化石果实。